# Cena Ferdinanda Vaňka
Cena Ferdinanda Vaňka je mezinárodní dramatická soutěž krátkých politických her, které na výzvu časopisu Svět a divadlo napsali přední čeští a evropští autoři.
Samotná cena je udílena od roku 2013.

## Myšlenka soutěže
Pojmenována je podle Ferdinanda Vaňka, dramatického alter ega Václava Havla.